# Aretha Arrives
Aretha Arrives är ett musikalbum av Aretha Franklin som lanserades i augusti 1967 på Atlantic Records. Skivan var hennes andra för bolaget och blev en framgång även om det inte sålde lika bra som det föregående albumet I Never Loved a Man the Way I Love You. På skivomslagets baksida kunde man i en text författad av Nat Hentoff läsa att Franklin kort innan inspelningarna av skivan skadat sin armbåge och därför bara spelade piano med en hand på vissa av skivans låtar.
Från albumet släpptes "Baby I Love You" och "Satisfaction" som singlar. Den först nämnda blev skivans stora hitsingel och nådde fjärde plats på Billboard Hot 100. Rolling Stones-covern "Satisfaction" listnoterades kort i Storbritannien där den nådde #37 på UK Singles Chart.

## Låtlista
(kompositör inom parentes)
1. "Satisfaction" (Mick Jagger, Keith Richards)
2. "You Are My Sunshine" (Jimmie Davis, Charles Mitchell)
3. "Never Let Me Go" (Joseph Wade Scott)
4. "96 Tears" (Rudy Martinez)
5. "Prove It" (Randy Evretts, Horace Ott)
6. "Night Life" (Willie Nelson, Walt Breeland, Paul Buskirk)
7. "That's Life" (Dean Kay, Kelly Gordon)
8. "I Wonder" (Cecil Gant, Raymond Leveen)
9. "Ain't Nobody (Gonna Turn Me Around)" (Carolyn Franklin)
10. "Going Down Slow" (Traditional)
11. "Baby I Love You" (Ronnie Shannon)

## Listplaceringar
- Billboard 200, USA: #5[1]
- Billboard R&B Albums: #1